# Jahanabad
Jahanabad è una suddivisione dell'India, classificata come nagar panchayat, di 12.420 abitanti, situata nel distretto di Pilibhit, nello stato federato dell'Uttar Pradesh. 